# Armenia na Letnich Igrzyskach Olimpijskich 2008
Armenię na Letnich Igrzyskach Olimpijskich 2008 reprezentowało 25 sportowców w 7 dyscyplinach. Był to 4. start Ormian na letnich igrzyskach olimpijskich. 

## Zdobyte medale
| Medal | Zawodnik                  | Dyscyplina sportowa  | Konkurencja                       |
| ----- | ------------------------- | -------------------- | --------------------------------- |
| Brąz  | Roman Amojan              | Zapasy               | styl klasyczny do 55 kg mężczyzn  |
| Brąz  | Tigran Gework Martirosjan | Podnoszenie ciężarów | do 69 kg mężczyzn                 |
| Brąz  | Gework Dawtian            | Podnoszenie ciężarów | do 77 kg mężczyzn                 |
| Brąz  | Jurij Patrikiejew         | Zapasy               | styl klasyczny do 120 kg mężczyzn |
| Brąz  | Tigran Wardan Martirosjan | Podnoszenie ciężarów | do 85 kg mężczyzn                 |
| Brąz  | Hraczik Dżawachian        | Boks                 | waga lekka (do 60 kg) mężczyzn    |

## Skład kadry

### Boks
- Howhannes Danielian – waga lekka (odpadł w 1/16 finału)
- Hraczik Dżawachian – waga papierowa (3. miejsce)
- Andranik Hakopian – waga średnia (odpadł w 1/16 finału)
- Eduard Hambardzumian – waga lekkopółśrednia (odpadł w 1/32 finału)

### Judo
- Howhannes Dawtian – waga do 60 kg (odpadł w 1/16 finału)
- Armen Nazarian – waga do 66 kg (odpadł w 1/32 finału)

### Lekkoatletyka
- Ani Chaczikian – 100 m (odpadła w eliminacjach)
- Melik Dżanojan – rzut oszczepem (odpadł w eliminacjach)

### Pływanie
- Mikajel Kolojan – 100 m stylem dowolnym (odpadł w eliminacjach)

### Podnoszenie ciężarów
- Ara Chaczatrian – waga średnia (7. miejsce)
- Gework Dawtian – waga średnia (3. miejsce)
- Edgar Geworgian – waga lekkociężka (DNF)
- Tigran Gework Martirosjan – waga lekka (DSQ)
- Tigran Wardan Martirosjan – waga lekkociężka (2. miejsce)

### Strzelectwo
- Norajr Bachtamian – pistolet pneumatyczny 10 m (odpadł w eliminacjach)
- Norajr Bachtamian – pistolet dowolny 50 m mężczyzn (odpadł w eliminacjach)

### Zapasy
- Martin Berberian - styl wolny do 60 kg mężczyzn(odpadł w eliminacjach)
- Suren Markosjan - styl wolny do 66 kg mężczyzn (odpadł w eliminacjach)
- Harutiun Jenokian - styl wolny do 84 kg mężczyzn (odpadł w ćwierćfinale)

- Arman Adikian - styl klasyczny do 66 kg mężczyzn (odpadł w eliminacjach)
- Roman Amojan - styl klasyczny do 55 kg mężczyzn (3. miejsce)
- Arsen Dżulfalakian - styl klasyczny do 74 kg mężczyzn (odpadł w 1/16 finału)
- Denys Forow - styl klasyczny do 84 kg mężczyzn (odpadł w ćwierćfinale)
- Karen Mynacakanian - styl klasyczny do 60 kg mężczyzn (odpadł w eliminacjach)
- Jurij Patrikiejew - styl klasyczny do 120 kg mężczyzn (3. miejsce)